# Nosy Alanana
Nosy Alanana (fr. Île aux Prunes, Îlot Prune) – wyspa na wschodzie Madagaskaru w prowincji Toamasina. Znajduje się około 16 km na północny wschód od Toamasiny.
Znajduje się na niej latarnia morska o wysokości 60 m. Jest ona uważana za najwyższą w Afryce i jedną z najwyższych na świecie. Budowano ją w latach 1931–1933.